# سليم بركة
سليم بركة (مواليد 17 أبريل 1999، لاعب كرة قدم فلسطيني من مواليد الإمارات يجيد اللعب كلاعب وسط يلعب حالياً مع نادي الحمرية .

## مسيرة اللاعب
بدأ مسيرته مع نادي الشارقة في الفئات السنية و وقع عقد إحترافي في عام 2018 مع نادي الشارقة و في عام 2020 إنتقل إلى نادي الحمرية.